# UTC+10:30
Giờ UTC+10:30 là múi giờ cho các nơi sau đây:
- Giờ chuẩn Đảo Lord Howe
- Giờ mùa hè Trung Úc (Australian Central Daylight Time)
  - Broken Hill, New South Wales**
  - Nam Úc**